# Sambou Sissoko (calciatore 1999)
Sambou Sissoko (Clamart, 27 aprile 1999) è un calciatore francese, difensore del Valenciennes.

## Caratteristiche tecniche
È un terzino destro.

## Carriera

### Nazionale
Con la nazionale Under-20 francese ha preso parte al campionato mondiale di calcio Under-20 2019.

## Statistiche

### Presenze e reti nei club
Statistiche aggiornate al 7 marzo 2020.
| Stagione        | Squadra         | Campionato      | Campionato | Campionato | Coppe nazionali | Coppe nazionali | Coppe nazionali | Coppe continentali | Coppe continentali | Coppe continentali | Altre coppe | Altre coppe | Altre coppe | Totale | Totale |
| Stagione        | Squadra         | Comp            | Pres       | Reti       | Comp            | Pres            | Reti            | Comp               | Pres               | Reti               | Comp        | Pres        | Reti        | Pres   | Reti   |
| --------------- | --------------- | --------------- | ---------- | ---------- | --------------- | --------------- | --------------- | ------------------ | ------------------ | ------------------ | ----------- | ----------- | ----------- | ------ | ------ |
| 2017-2018       | Tours           | L2              | 12         | 0          | CF+CdL          | 1+3             | 0               | -                  | -                  | -                  | -           | -           | -           | 16     | 0      |
| 2018-2019       | Tours           | NAT             | 14         | 0          | CF+CdL          | 0+1             | 0               | -                  | -                  | -                  | -           | -           | -           | 15     | 0      |
| Totale Tours    | Totale Tours    | Totale Tours    | 26         | 0          |                 | 5               | 0               |                    | -                  | -                  |             | -           | -           | 31     | 0      |
| 2019-2020       | Stade Reims     | L1              | 3          | 0          | CF+CdL          | 1+0             | 0               | -                  | -                  | -                  | -           | -           | -           | 4      | 0      |
| Totale carriera | Totale carriera | Totale carriera | 29         | 0          |                 | 6               | 0               |                    | -                  | -                  |             | -           | -           | 35     | 0      |